# 모레인호

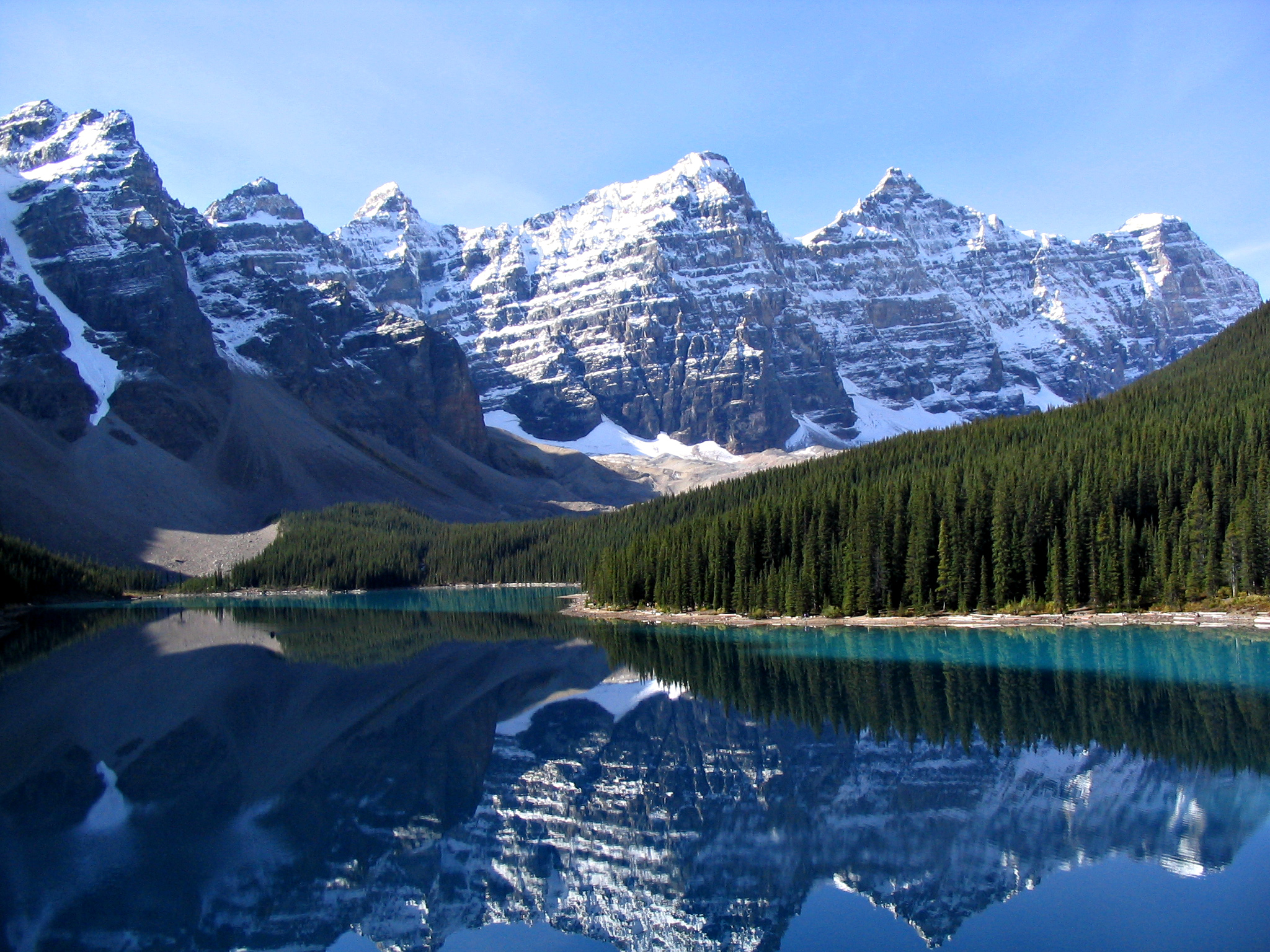

모레인호(Moraine Lake)는 밴프 국립공원에 있는 빙하로 덮인 호수로, 캐나다 앨버타주 루이스호 빌리지 밖으로 14 킬로미터 (8.7 마일) 떨어진 지점에 위치해 있다. 약 6,183 피트 (1,885 미터) 고도의 밸리 오브 텐 피크스에 위치해 있다. 이 호수의 표면은 5 km2 (0.19 제곱 마일)이다.

## 같이 보기
- 자연 환경
- 자연